# Gravières
Gravières település Franciaországban, Ardèche megyében. Lakosainak száma 511 fő (2022. január 1.). Gravières Chambonas, Malarce-sur-la-Thines, Les Salelles, Les Vans és Malons-et-Elze községekkel határos.

## Népesség
A település népességének változása:
| Lakosok száma | 459  | 381  | 369  | 351  | 444  | 460  | 474  | 499  | 513  | 511  |
|               | 1968 | 1982 | 1990 | 2006 | 2013 | 2015 | 2017 | 2019 | 2020 | 2022 |